# Larinyssus iohanssenae
Larinyssus iohanssenae — вид клещей род Larinyssus из семейства Rhinonyssidae.

## Описание
Дорсальная поверхность: Дорсальная сторона идиосомы свободна от щитов и склеритов. Подосома несет 10 мезолатеральных щетинок (r2-6) и 6 щетинок (j1-4). Стигмы (Stg) с перитремами располагаются дорсолатерально на уровне ног IV. На дорсальной стороне опистосомы располагаются 4 щетинки (j5, Z4). Крибрум (Cb) имеется.
Вентральная сторона: Стернальный щит отсутствует. Вентральная сторона подосомы несет на своей поверхности 3 пары стернальных щетинок (St1-3). Генитальный щит длинный и узкий, без генитальных щетинок. На вентральной стороне опистосомы имеются 9-10 щетинок (Jv1, Zv2-5). Анальный щит расположен в каудальной части опистосомы. На его поверхности имеется 1 пара преанальных щетинок (Ad), расположена на уровне анального отверстия.
Гнатосома: гипостомальные и субкапитуларные щетинки и дейтостернальные зубчики отсутствуют.
Хетотаксия ног: кокса: 2-2-2-1, вертлуг: 4-4-4-3, бедро: 10-8-5-4, колено: 8-8-8-5, голень: 6-7-6-6, лапка: 21-17-15-16.
Самец, личинка, нимфы: не известны.

## Хозяева и распространение
Типовой хозяин Sterna hirundo. Вид обитает в России, Ленинградская область.

## Материал
Голотип самка (ZISP 5052), паратип 1 самка (ZISP 5053) с Sterna hirundo Linnaeus (Charadriiformes: Sternidae), Россия, Ленинградская область, Кронштадт, (60° 00' N, 29° 46' E), 03.06.2010, сб. И. Димов; паратипы 2 самки (ZISP 5054, ZISP 5055), Россия, Ленинградская область, Апраксин, (59° 46' N, 31° 11' E), 16.06.2010, сб. И. Димов.
Самка (голотип и паратипы): LB — 730 (712—781); WID — 617 (596—640); LGS — 173 (162—179); WGS — 31 (35-47); LG — 131 (125—139); WG — 127 (120—133); Lleg I — 490 (475—569); Lleg II — 463 (454—492); Lleg III — 460 (451—482); Lleg IV — 486 (470—513).